# 米村末喜
米村 末喜（よねむら　すえき、1879年（明治11年）3月13日 - 1941年（昭和16年）12月27日）は、日本の海軍軍人。最終階級は海軍中将。航海術の権威であり、海軍部内で航海の神様と呼ばれた人物である。

## 人物・来歴

### 略歴
熊本県飽託郡天明町（現・熊本市）出身。1901年(明治34年)12月14日海軍兵学校を卒業(29期)。席次は125名中39番。同期に米内光政、高橋三吉、藤田尚徳らがいる。「浅間」、「富士」乗組み等を経て水雷術練習学生を卒業。「朧」乗組みを経て、日露戦争では特務艦隊旗艦の「台中丸」分隊長として従軍。日本海海戦時は「愛媛丸」指揮官（中尉）であった。戦後再び水雷術練習学生となる等、少中尉時代は専ら水雷畑であったが、以降は航海科専攻の士官として歩み、海軍大学校(以下｢海大｣)乙種学生、海大専修学生を修了し7艦の航海長、2度の海軍兵学校教官及び海大教官を務めた。第一次世界大戦においては、「浅間」航海長として出征し、ドイツ艦隊の捜索にあたった。また遣米枝隊に転じた後は通商保護に任ずるが、海図にない暗岩などが原因で座礁事故が起きている。
1920年(大正9年)12月1日大佐に進級。練習艦隊所属の「浅間」艦長となり、同期で親しかった「磐手」艦長・米内光政とともに遠洋航海で少尉候補生を指導した。この航海では米内と候補生・正木生虎の間に逸話があるが、米村は自身の処置に対する批判を行った候補生を丁寧に指導し、この候補生は感銘を受けている。その後欧米出張等を経て戦艦・「伊勢」艦長を務めた。
1925年(大正14年）12月1日少将へ昇進。同時に航海科最高ポストである水路部長に補せられ5年間この任にあたる。在職中は国際水路会議に政府代表として派遣された。この時同行した部下に自決した草刈英治少佐がいる。兼務していた海大教官として戦術(艦隊運動)及び戦務(艦務)を担当した。
1927年(昭和2年)には、海軍部内にとどまらず広く一般国民への海事思想の普及を目的として、「航海の話」を著し科学知識普及会から出版した。1929年(昭和4年)11月30日中将へ進級し、翌1930年(昭和5年)12月24日予備役編入となる。その後は兵器製造に関わる企業の役員を勤めている。
なお海軍部内の操艦に関する警句操艦十則は米村によるものである。
航海長を務めた艦
- 防護巡洋艦・新高
- 防護巡洋艦・音羽
- 防護巡洋艦・千歳
- 工作艦・関東丸
- 装甲巡洋艦・浅間
- 戦艦・河内
- 戦艦・山城

## 栄典
位階
- 1903年（明治36年）4月10日 - 正八位[7]
- 1904年（明治37年）8月30日 - 従七位[8]
- 1905年（明治38年）9月12日 - 正七位[9]
- 1921年（大正10年）1月20日 - 従五位[10]
- 1926年（大正15年）1月15日 - 正五位[11]

勲章等
- 1906年（明治39年）4月1日 - 功五級金鵄勲章・勲五等双光旭日章・明治三十七八年従軍記章[12]
- 1929年（昭和4年）8月1日 - 勲二等瑞宝章[13]
- 1940年（昭和15年）8月15日 - 紀元二千六百年祝典記念章[14]